# 커츠펠
커츠펠(KurtzPel)은 KOG에서 개발하고 넥슨에서 배급 예정인 3인칭 듀얼 액션 배틀 게임이다. 2월 15일 넥슨을 통해 배급되고 있다. 

## 역사
2017 지스타에서 코그의 신작 PC 온라인 게임으로 최초 공개되었다. 
2019년 2월 21일 스팀 앞서 해보기 형태로 CBT 진행
2019년 4월 30일 스팀 앞서 해보기 - 북미 서버 오픈
2019년 6월 6일 스팀 앞서 해보기 - 유럽/아시아 서버 오픈
2019년 6월 27일 넥슨 스페셜 데이 - 커츠펠 국내 서비스 발표
2020년 11월 21일 2020 지스타 - 넥슨 쇼케이스 커츠펠 공개
2022년 1월 13일 넥슨 사전예약 오픈 - “오래 기다렸다”… 넥슨, 커츠펠 사전예약 시작